# Lophosia tianmushanica
Lophosia tianmushanica är en tvåvingeart som beskrevs av Sun 1996. Lophosia tianmushanica ingår i släktet Lophosia och familjen parasitflugor.
Artens utbredningsområde är Zhejiang (Kina). Inga underarter finns listade i Catalogue of Life.